# زکینیا
ژوزه فریرا فرانکو با نام مستعار زکینیا (پرتغالی: Zequinha; ۱۸ نوامبر ۱۹۳۴ – ۲۵ ژوئیهٔ ۲۰۰۹) بازیکن فوتبال اهل برزیل بود.
از باشگاه‌هایی که در آن بازی کرده‌است می‌توان به باشگاه فوتبال پالمیراس، باشگاه فوتبال نائوچیکو، باشگاه فوتبال اتلتیکو پارانائنزه، باشگاه فوتبال فلومیننزه، و باشگاه فوتبال سانتا کروز اشاره کرد.
وی همچنین در تیم ملی فوتبال برزیل بازی کرده‌است.